# Don't Know What to Do
"Don't Know What to Do" là một bài hát được thu âm bởi nhóm nhạc nữ Hàn Quốc Blackpink. Được sáng tác bởi Future Bounce, 24, Bekuh Boom và R.Tee. Đây là bài hát thứ hai trong EP của nhóm, Kill This Love.

## Quảng bá
Blackpink quảng bá bài hát trên các chương trình âm nhạc tại Hàn Quốc bao gồm Inkigayo. Bài hát cũng được trình diễn tại Coachella Valley Music and Arts Festival vào tháng 4 năm 2019.

## Đón nhận
Tại Hàn Quốc, bài hát ra mắt tại vị trí thứ 121 trên Gaon Digital Chart, và sau đó đạt vị trí 38. Tại Nhật Bản, bài hát ra mắt tại vị trí 49 trên bảng xếp hạng Oricon.

## Video âm nhạc
Vào ngày 15 tháng 4, video tập vũ đạo cho "Don't Know What To Do" được phát hành trên kênh YouTube chính thức của Blackpink. Tính đến tháng 11 năm 2019, video đã có hơn 100 triệu lượt xem trên Youtube.

## Lịch sử phát hành
| Khu vực  | Ngày                    | Định dạng                   | Hãng đĩa                                  |
| -------- | ----------------------- | --------------------------- | ----------------------------------------- |
| Toàn cầu | Ngày 5 tháng 4 năm 2019 | Digital download, streaming | YG Entertainment, Genie Music, Interscope |

## Bảng xếp hạng
| Bảng xếp hạng (2019)               | Vị trí xếp hạng cao nhất |
| ---------------------------------- | ------------------------ |
| Nhật Bản (Japan Hot 100)           | 49                       |
| New Zealand Hot Singles (RMNZ)     | 11                       |
| Malaysia (RIM)                     | 2                        |
| Hàn Quốc (Hot 100)                 | 46                       |
| Hàn Quốc(Gaon)                     | 38                       |
| US World Digital Songs (Billboard) | 4                        |